# Elementales

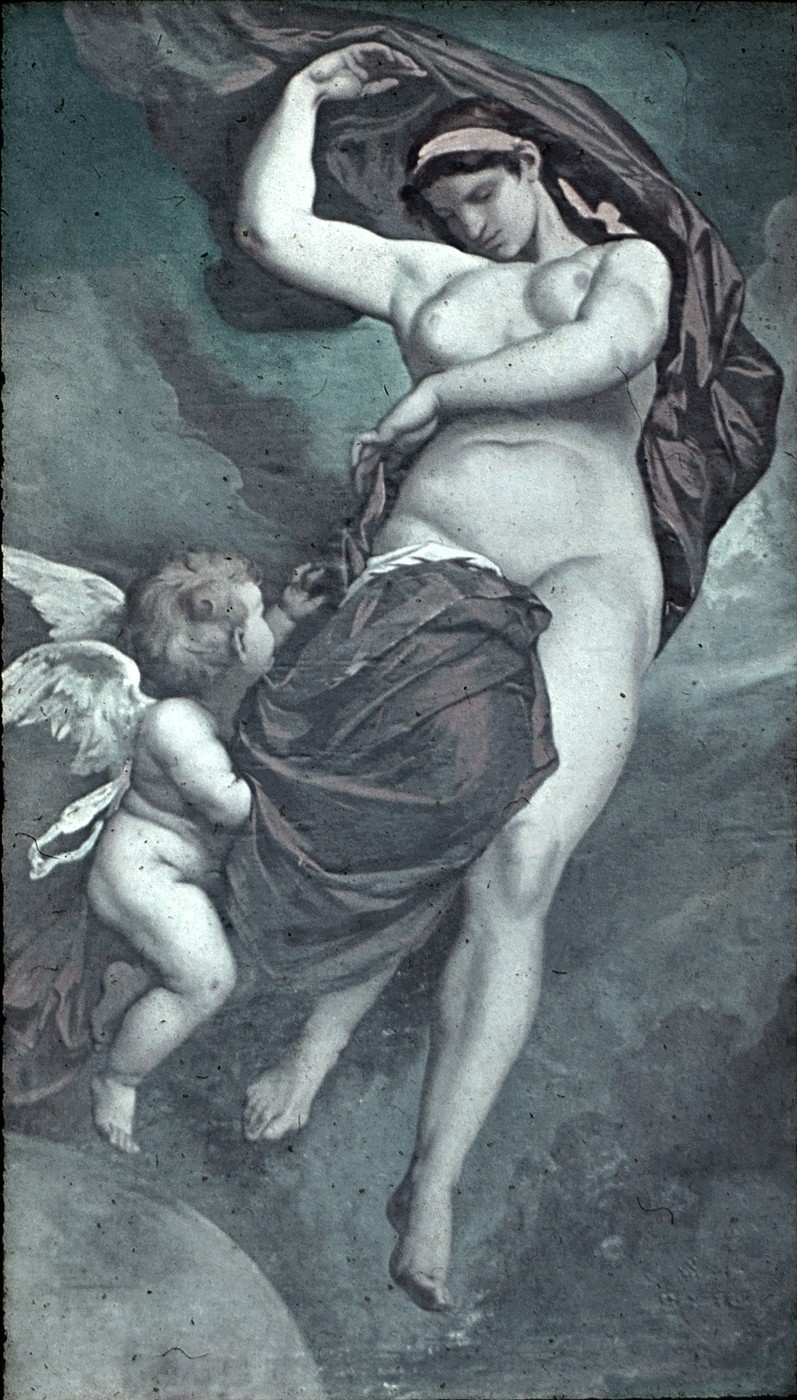
Representación de Gea, Gaia, Madre Tierra o Pachamama, entre muchos otros nombres que recibe, y que es representada como un ser viviente en muchas culturas, siendo de este modo el "gran elemental" del planeta Tierra.

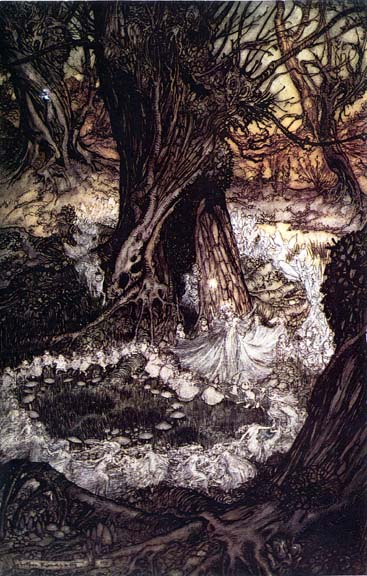
Come, now a roundel, obra de Arthur Rackham (1908).

Los elementales, también conocidos como seres elementales, espíritus elementales o genios de la naturaleza, son una categoría de seres mitológicos relacionados directamente con los elementos de la naturaleza, de la que se les considera formadores y protectores. Al estudio de los elementales se le conoce como Elficología (del francés Elficologie) o Feericología; en países de habla inglesa se conoce como Fairyology.
Según las creencias populares, los elementales son un tipo de entidad espiritual que por su naturaleza sutil, se encuentran en otra dimensión distinta a la material en la que los humanos se mueven normalmente. Según algunas tradiciones, se cree que los animales y los niños pequeños tienen la capacidad de verlos. Se dice que es posible hacer rituales para invocarlos y que son usados en la brujería y en la alquimia con el fin de lograr objetivos mágicos.
Si bien desde las religiones más antiguas y en el chamanismo ya existían deidades 
o seres espirituales asociados a los elementos o aspectos de la naturaleza, los elementales cómo tal fueron descritos por primera vez, de manera teórica, en las obras alquímicas de Paracelso, quien se basó a su vez en la teoría de los elementos naturales sistematizada por Empédocles y Aristóteles en la antigua Grecia. Según Paracelso y sus seguidores, las cuatro categorías básicas de elementales son las siguientes: gnomos (de la Tierra), ondinas (del Agua), sílfides (del Aire) y salamandras (del Fuego), aunque existen otras clasificaciones, dependiendo de las fuentes y de los lugares.

## Historia y características
Los antiguos romanos creían en la existencia de los genius loci («genios del lugar»), espíritus primordiales que eran "dueños" y protectores de determinados lugares. Cuando se construía una casa o cualquier otro edificio, se creía que ese lugar le pertenecía a un genius loci, por lo que siempre se le debían presentar ofrendas y pedir permiso para construir, solicitando además su protección para los habitantes del lugar. Los genius loci eran representados normalmente con la figura de serpientes y siempre estaban presentes en los lararios, altares domésticos de las casas.

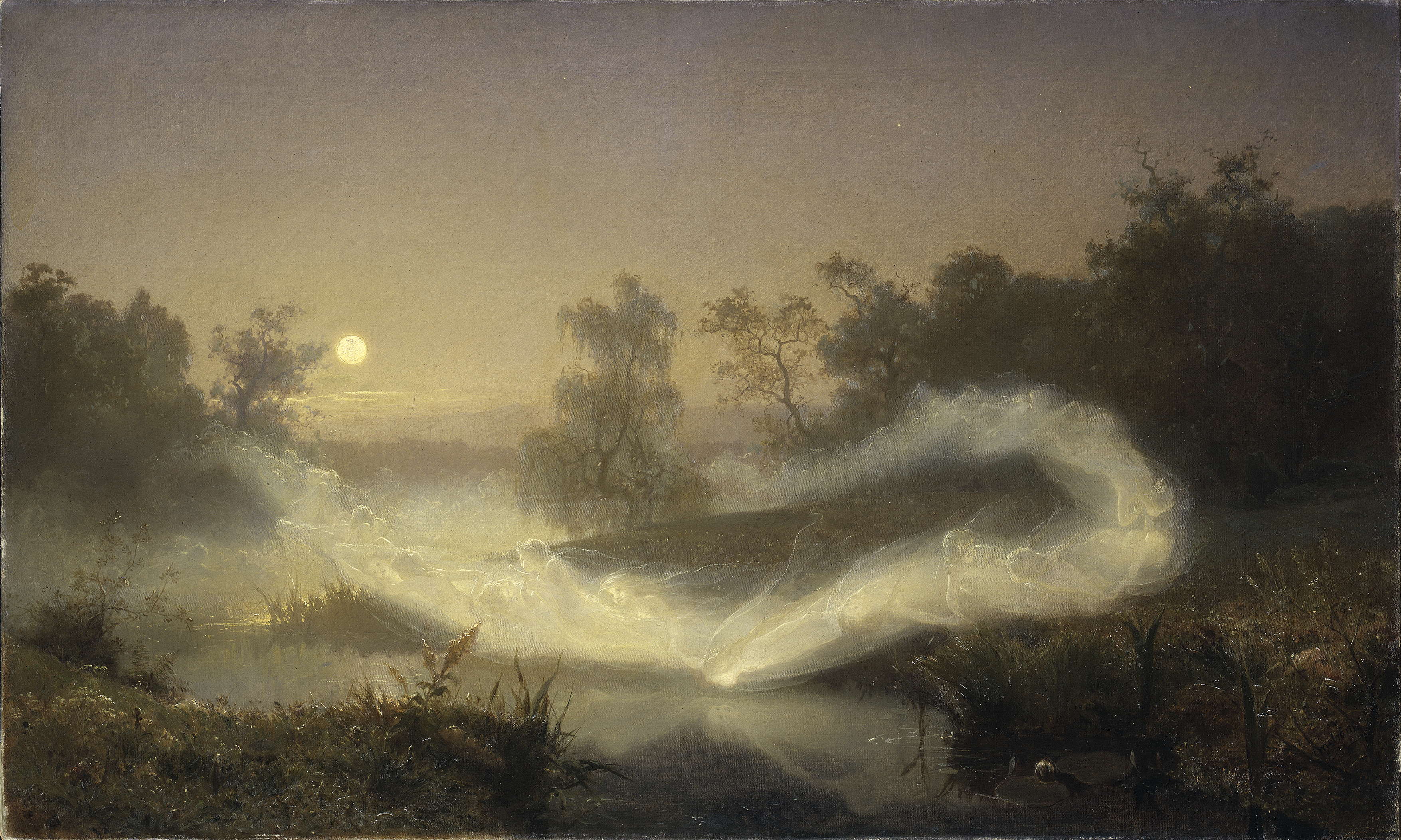
La danza de las hadas, obra de August Malmström (1866).

Según la investigadora alemana Jeanne Ruland, los elementales son seres con conciencia individual que viven en los elementos de la naturaleza y tienen diversas funciones, desde los creadores hasta los guardianes; por ejemplo, un elemental sería el encargado de crear el polen de una flor, mientras que otro se encargaría de proteger a esa misma flor. A los cuatro elementos tradicionales (Fuego, Agua, Tierra y Aire), se añadiría un quinto elemento, el Éter, que lo penetra y vivifica todo. Para Ruland, los seres elementales solo pueden moverse dentro de su propio elemento y en el elemento Éter.
A la dimensión que habitan los elementales —que se considera intermedia entre el mundo de los dioses y el mundo de los humanos— se le conoce de múltiples maneras; en los siglos XVIII y XIX se le llamaba "Reino de las Hadas" y "Reino de los Espíritus", un lugar por fuera de los límites del mundo material. Más recientemente se le ha conocido como "Plano Astral", "Plano Interior" o "Mundo Etéreo", y se cree que ese mundo, al que los humanos por lo general solo pueden dar miradas ocasionales, se encuentra separado del mundo material por el fino velo de la conciencia. Los seres elementales también han recibido múltiples apelativos como "espíritus naturales", "ayudantes de los dioses" o "semidioses", y han estado presentes principalmente en las tradiciones paganas de todo el mundo.
En la magia tradicional se cree que los elementales controlan o representan arquetípicamente los elementos alquímicos del Aire, la Tierra, el Fuego y el Agua, por lo que se invoca su presencia (bajo la forma de los elementos físicos que representan) en los círculos mágicos y rituales. Sin embargo, esta invocación suele ser un mero remanente de las antiguas tradiciones, en las que se invitaba a los seres elementales a participar en los rituales mágicos de los círculos. En dichos rituales nunca podía faltar la invitación al hada de la ira y a la de la retribución; el olvido de estas invitaciones, que podía tener terribles consecuencias como maldiciones y hechizos, quedó en el recuerdo de algunos cuentos de hadas tradicionales.
En todas las culturas en las que se cree en estos seres existe la creencia de que se puede ganar el favor de los elementales presentándoles ofrendas y libaciones. En el área rural de Yorkshire, Inglaterra, se creía que a las hadas les gustaba la leche fresca y que muchas veces mamaban de los senos de las mujeres que estaban amamantando niños pequeños. En otras culturas se les ofrecen a duendes y hadas multitud de otras ofrendas como licor, dulces y objetos brillantes.
En Irlanda la creencia en seres elementales ha estado tradicionalmente muy arraigada, algunos de los más conocidos son los Leprechaun y las Banshees. La tradición nacional atribuye a San Patricio haber exorcizado a los duendes irlandeses.

## Clasificación
La siguiente es una clasificación básica de los seres elementales, aunque existen muchas otras:
| Elemento | Elementales                                                                                  | Evocación | Cualidades                     |
| -------- | -------------------------------------------------------------------------------------------- | --------- | ------------------------------ |
| Éter     | Devas, Coros Angélicos,                                                                      | Siempre   | Espiritualidad y trascendencia |
| Aire     | Sílfides, Silfos, Sylvestris, Elfos                                                          | Primavera | Inspiración e inteligencia     |
| Fuego    | Salamandras, Dragones, Vulcanos (o Vulkani), Djinns, Fénix                                   | Verano    | Energía y fuerza vital         |
| Agua     | Ondinas, Nereidas, Ninfas, Sirenas, Tritones                                                 | Otoño     | Sentimientos y emociones       |
| Tierra   | Gnomos, Duendes, Hadas, Gremlins, Goblins, Dríadas, Trasgos, Trolls, Orcos, Faunos o Sátiros | Invierno  | Estabilidad física y material  |

Algunas descripciones de los elementales más comunes son las siguientes:
- Elfos: Elementales de Aire (o del elemento Tierra según algunas versiones) que están muy presentes en las mitologías germánica, nórdica y de Gran Bretaña, representados en figura masculina y femenina. En los bosques de Escandinavia son llamados Alfar, o raza de Huldre. Generalmente se cree que existen al menos dos tipos de elfos: los elfos oscuros y los elfos claros. En las islas británicas suelen ser tan pequeños que se les confunde con las hadas, pero en ciertas regiones de Europa continental se les suele representar mucho más altos. Se dice que los elfos sienten una gran fascinación por las piedras preciosas.[5]

- Dragones: Los Dragones son elementales de Fuego a los que se describe habitando en cavernas, volcanes y en las profundidades de la Tierra, junto al fuego subterráneo, donde se cree que custodian tesoros. Existe la versión de que los Dragones no son exclusivos del elemento Fuego, sino que, en general, simbolizan la fuerza más poderosa de cada elemento; de este modo, habría Dragones de Tierra, de Agua, de Aire, de Fuego y de Éter.

- Dríades o Dríadas: Elementales de Tierra. De acuerdo con la tradición griega, las Dríades son Ninfas de los robles en particular y de los árboles en general. Dentro de la familia de las Dríades se encuentran las Hamadríades, que se relacionan con un único árbol en particular, y cuando el árbol muere de forma natural o es talado, muere al mismo tiempo la Hamadríade. Otros elementales asociados a las Dríades son las Alseides, de las flores y de los bosques; las Melíades o Melias, que pertenecen específicamente a la especie de los fresnos; las Dafníades, de los laureles; y las Epimélides, de los manzanos.

- Duendes: Elementales de Tierra que están muy vinculados a los seres humanos, pues suelen habitar en las casas debido a la curiosidad que sienten por las formas de vida humanas. Esto les hace imitar muchas de las formas del comportamiento de las personas e incluso las maneras de vestir. A los Duendes se les atribuyen muchas travesuras como la pérdida de los calcetines o la elaboración de nudos en el pelaje de los animales e incluso en el cabello humano.

- Gnomos: Elementales de Tierra, los gnomos tradicionales están presentes principalmente en los países escandinavos y germánicos, aunque sus variantes, como en el resto de los seres elementales, están presentes en todo el mundo. Se les asocia generalmente a los enanos. Se les suele relacionar con oficios como la minería, la forja y la acumulación de tesoros.[6] Se cree que son unas de las criaturas elementales más esquivas a los seres humanos, casi siempre de carácter huraño, por lo que viven en cuevas o bajo las raíces de los árboles en lo profundo de los bosques.

- Goblins: Elementales de Tierra. En la tradición germánica, los Goblins presentan rasgos propios de los Trolls y de los Duendes. Generalmente se les representa de color verde y orejas puntiagudas, con garras y colmillos. Se cree que tienen un carácter malévolo y que odian especialmente a los elfos.

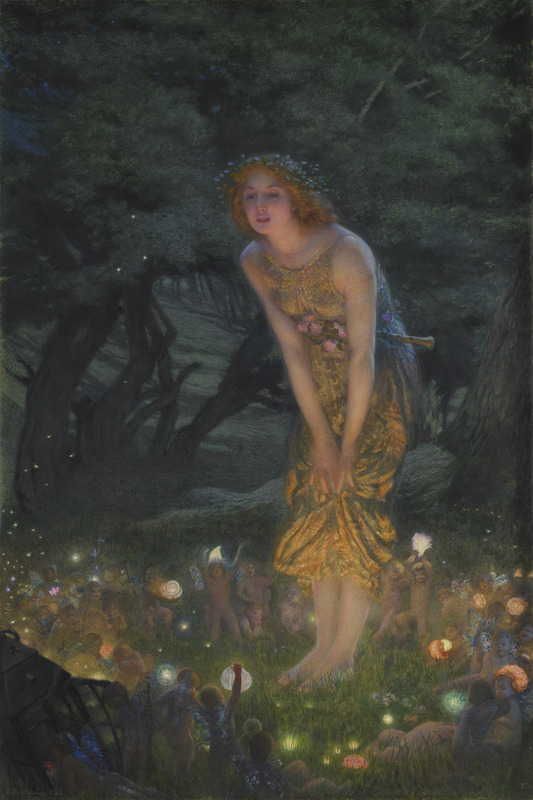
Víspera de verano, obra de Edward Robert Hughes (1908).

Salamandra en un grabado de 1548.

- Hadas: Elementales de Tierra (o del elemento Aire según algunas versiones). En Irlanda se creía que habitaban bajo tierra, pero en otras regiones de Europa han estado principalmente asociadas a las flores y las plantas. Se cree que existen muchas razas de hadas y que las hay benéficas o malignas.[7] Las creencias tradicionales afirman que los niños menores de 7 años y los animales son capaces de verlas; en el caso de los adultos, solo aquellos que conserven un corazón puro podrían hacerlo. A las hadas que tienen el deseo de salir del mundo feérico para unirse a un amante humano en el mundo terrenal se les conoce como hadas Melusinas o Melusianas; estas hadas, por lo general, imponen a su compañero humano un pacto que, en caso de ser roto, conllevaría desastrosas consecuencias.

- Leprechaun: Elementales de Tierra. Se cree que los Leprechaun son una raza muy particular de duendes nativos de Irlanda que han adoptado las costumbres de los antiguos irlandeses como el consumo de cerveza, los trajes tradicionales, entre otras. La creencia popular afirma que si alguien fija la mirada en un Leprechau, este no puede escapar, pero en cuanto el humano parpadea o desvía la mirada, el Leprechau desaparece.

- Ninfas: Con este nombre se conoce a una amplia variedad de seres elementales de Agua y de Tierra con apariencia femenina y de altura generalmente igual a la humana. Las Ninfas provienen de la tradición griega. Se cree que se dividen varios grupos: Las Náyades son las ninfas de todos los cuerpos de aguda dulce; las Ondinas serían indistintamente de ríos, lagos y fuentes; las Creneas, de las fuentes y pozos; las Heleades, de los pantanos y marismas; las Limnades, de lagos y ciénagas; las Pegeas, de las cataratas y los manantiales; las Potámides, de ríos y arroyos; las Nereidas, de los mares en calma. Algunos tipos de Ninfas relacionadas con el elemento Tierra son las Oréades, de las grutas y montañas; las Auloníades, de los pastos de las montañas y los valles; las Napeas, de los bosques, montañas, cañadas y valles; y las Nisíades, específicamente del Monte Nisa.[8]

- Orcos: Elementales de Tierra. Emparentados con los Goblins, los Orcos suelen ser descritos como seres estúpidos y con tendencias depravadas, violentas y dañinas. También han sido relacionados con los «cocos» infantiles. Se dice que en general son muy feos, sucios y malolientes, y que son intolerantes a la luz del sol, por lo que viven en profundas galerías subterráneas y dentro de cuevas.[9]

- Salamandras: Estos elementales de Fuego normalmente han sido asociados al animal homónimo, la salamandra real. Los nigromantes y ocultistas de la Edad Media le atribuían grandes poderes y cualidades mágicas, debido a que el Fuego es considerado el elemento más puro de los cuatro básicos. En algunas ocasiones se ha descrito a las salamandras adquiriendo figura humana, normalmente de una mujer.

- Sílfides y Silfos: Las Sílfides son elementales de Aire que toman apariencia femenina; en su aspecto masculino se les llama Silfos. Existen muy pocas descripciones sobre estos seres, pero se cree que les prestan ayuda e inspiración a los humanos sabios y a los grandes magos.

- Sirenas: Elementales de Agua asociadas únicamente al mar y el agua salada. Según algunas versiones antiguas, las sirenas tenían cuerpo de ave y rostro de mujer, pero las versiones más conocidas las describen con la mitad del cuerpo para abajo con cola de pez, y la mitad del cuerpo para arriba con torso y rostro de mujer. En la antigua Grecia, los marinos temían al canto de las sirenas, pues creían que esos cantos los podrían hechizar hasta hundirlos en el mar.

- Trolls: Elementales de Tierra. Se les conoce principalmente en los países escandinavos y la estatura con la que se les describe varía según el país, siendo desde muy pequeños hasta muy grandes dependiendo de la zona. Se dice que los Trolls tratan de evitar al máximo el contacto con los humanos, por lo que viven en cavernas y en las partes más oscuras e inaccesibles de los bosques. Su rasgo más característico es su enorme nariz, además de su escasa inteligencia.[10]

### Otros elementales
Además de las especies y razas de elementales más conocidas, se conocen otras razas como las siguientes:

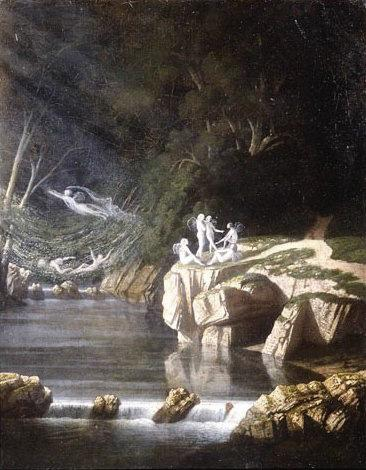
Fairies, obra de Edwin Austin Abbey.

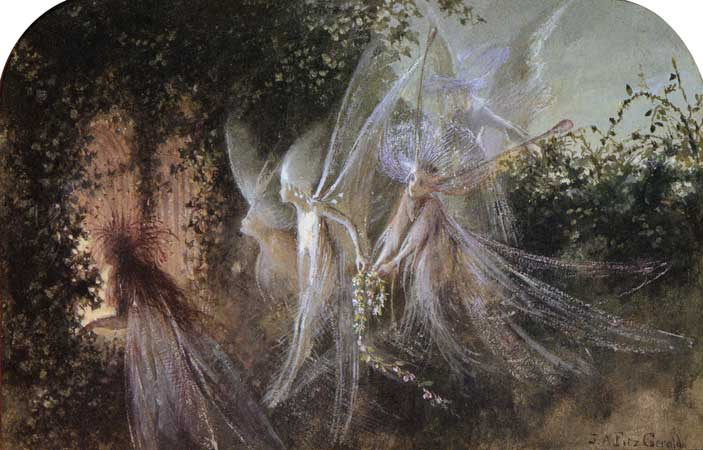
Hadas mirando a través de un arco gótico, obra de John Anster Fitzgerald.

- Banshees: Las Banshees (del irlandés bean si, ‘mujer de los túmulos’) son una raza de hadas irlandesas cuya función más conocida es anunciar a las personas la muerte de un familiar cercano por medio de un sollozo o lamento fantasmal que atraviesa el bosque y que puede durar varios minutos.

- Brownies o Urisk: Los Brownies son una raza de duendes nativos de Escocia. Habitan en las casas y realizan los quehaceres cuando nadie los ve. Deben su nombre a que su piel es de color marrón (brown).

- Gremlins: Los Gremlins son una raza de duendes ingleses a los que se les atribuye un carácter malévolo.

- Hobgoblins: Estos seres serían una raza de Goblins de mayor tamaño, pero que no llegan a ser tan altos como los Orcos.

- Nixes: En varias tradiciones europeas, las Nixes son elementales que habitan en las aguas estancadas de pantanos y bosques, con apariencia femenina, que por lo general buscan seducir a los hombres humanos. Se las describe como muy hermosas y seductoras, pero también vengativas y peligrosas. Son especialmente peligrosas para los mortales que osen bañarse en un estanque natural durante la Noche de San Juan, pues durante esa noche son derogadas las leyes entre mortales y seres místicos.

- Ogros: No existe un claro consenso respecto a si los Ogros son elementales de Tierra. Se les describe como parecidos a los Orcos, pero de mayor tamaño, apetito voraz y carácter maligno. Les gusta alimentarse de carne humana, especialmente de niños.

- Pixies Las Pixies son una raza muy particular de hadas que habitan el West Country inglés y que, mucho tiempo atrás, expulsaron a las Fairies, o hadas tradicionales, de Cornualles y otras zonas. Se cree que las Pixies son más pequeñas que las Fairies.

- Puck o Robin Goodfellow: En el folclore inglés, Puck es un ser que probablemente pertenece a la especie de las hadas, aunque otras versiones lo catalogan como duendecillo o elfo. Se le describe como un diablillo doméstico o pequeño demonio travieso. Se cree que si se le dejan obsequios que le gusten puede hacer tareas domésticas para las personas.

Otros elementales menos conocidos son los Imp y los Kobold (de la tradición germánica), los Boggart (de origen celta-anglosajón), los Lisovik o Leshi (del folclore eslavo y ruso), los Willi, las Veela y las Rusalka (de la mitología eslava), los Clurichaun y Far darrig (de origen irlandés), los Spiriduș (del folclor rumano), los Mazapégul (de la tradición italiana), las Apsarás (de la mitología hindú), entre otros.
Algunos investigadores incluyen a los Unicornios dentro de los elementales de Tierra, pero otros prefieren incluirlos dentro de la criptozoología o simplemente dentro de los bestiarios de criaturas legendarias. Los que defienden la inclusión del Unicornio dentro de los elementales afirman que habitan en los bosques no hollados por pie humano, protegiendo la pureza de la naturaleza, y que pueden ser vistos por niños menores de 7 años o por doncellas menores de 15 años que se conserven puras y virginales.

### Elementales individualizados
En la historia y las artes se conocen elementales con identidad individual, como los siguientes:
- Dama del Lago: En el ciclo conocido como Materia de Bretaña se conoce como la Dama del Lago (Lady of the Lake) a un espíritu elemental de un lago que custodiaba la espada Excálibur.

- Reina Mab: En el folclore inglés, la Reina Mab (Queen Mab) es un hada con un alto rango de reina. Se cree que es una partera que ayuda a los durmientes "dar a luz" a sus sueños.

### Elementales de España

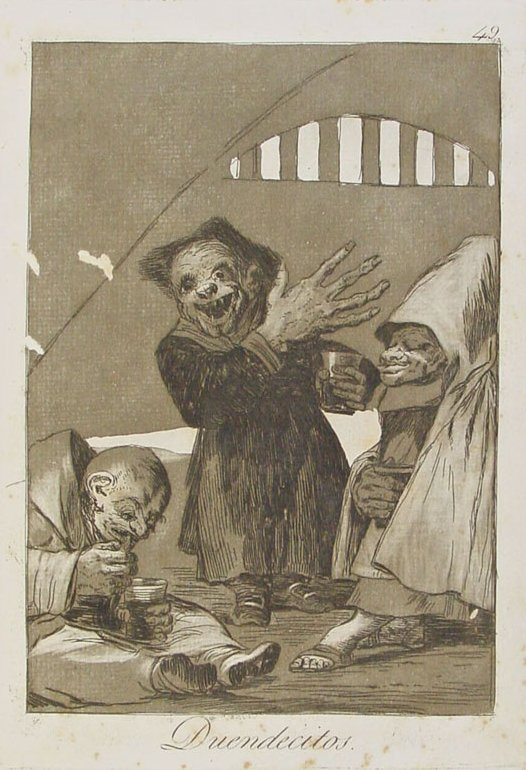
Duendecitos, un grabado de Francisco de Goya.

- Busgosu o Musgosu: En la mitología asturiana y cántabra el Busgosu es un elemental de tierra parecido a los Faunos o Sátiros de los griegos. Tiene la mitad del cuerpo hacia abajo de cabra y la mitad de arriba de humano. Se les ha descrito vistiendo traje y sombrero verde. Son protectores de los bosques y pueden ser benéficos o malignos.

- Diaños o Diantres: En las mitologías gallega, asturiana y leonesa los Diaños son duendes burlones que pueden adoptar la forma de cualquier animal e incluso de un bebé humano. Actúan de noche y les gusta asustar gente.

- Duendes zahorí: En Cantabria, el Duende zahorí es un tipo de duende al que no le gusta hacer bromas ni picardías sino que ayuda a las personas a encontrar las cosas perdidas. Es pequeño y moreno, de cara redonda, nariz larga y pelo rubio. Su voz es ronca, por lo que da la impresión de estar enojado, pero en realidad es muy afable y alegre.

- Martinicos o Frailecillos: El Martinico es un tipo peculiar de duende nativo de España. Se le describe como un diablillo cabezón, de manos grandes y vestido con hábito franciscano. En Extremadura los Martinicos son conocidos como Frailecillos. Son muy bromistas y en algunos casos se pueden poner muy pesados.

- Mouras o Donas: En la mitología gallega, las Mouras son seres feéricos de apariencia femenina que habitan bajo tierra o en el agua custodiando tesoros. Se les describe como muy hermosas y se cree que en ocasiones buscan amantes humanos, como las hadas Melusinas.

- Mouros o Moros: En las tradiciones gallega, asturiana y leonesa, los Mouros son misteriosas criaturas, probablemente una especie de gnomos, que viven bajo tierra extrayendo oro. Se dedican a la orfebrería y la metalurgia, tienen poderes mágicos y se les atribuye la construcción de muchos dólmenes y castros.

- Tardos: Los Tardos son criaturas malévolas de la mitología gallega, de la especie de los duendes. Son pequeños y peludos y usan gorros rojos; además, llevan pequeñas y afiladas espadas. Viven bajo tierra y en las noches entran a las casas y se sientan sobre el pecho de las personas, provocándoles pesadillas.

- Tentiruju: Los Tentiruju son una raza de duendes cántabros que tienen las orejas puntiagudas y usan una boina en la cabeza. Se vuelven invisibles gracias a los brotes tiernos de mandrágora, lo que aprovechan para acariciar a las mozas.

- Trasgos: Elementales de Tierra. Los Trasgos son una raza de duendes nativos del norte de España. Se les suele representar con la piel morena, rabo y pequeños cuernos. Son traviesos, como todos los duendes, de espíritu libre y juguetón. Por lo general se apegan a una familia e incluso los acompañan a otros lugares en caso de mudanza. Existen muchas tradiciones populares sobre rituales con los que es posible deshacerse de los Trasgos.

- Trasnos: El Trasno es un tipo de duende gallego que habita las casas y hace bromas pesadas a sus habitantes. Se le describe con piel morena, barba y vistiendo de rojo; tiene un agujero en la mano izquierda y es cojo.

- Trentis: Los Trentis son una raza de duendes cántabros que habitan los bosques, son muy traviesos y visten con hojas, musgo y raíces. Les gusta pellizcar las pantorrillas de las muchachas para luego salir corriendo. Son muy inocentes y frecuentemente les prestan ayuda a los humanos en dificultades, especialmente a los niños.

- Trastolillu: En las tradiciones cántabras los Trastolillu son duendes domésticos muy similares a los trasgos, pero con la piel negra como el hollín, el pelo largo, ojitos verdes, rabillo y cuernecillos. Les gusta usar gorros blancos en la cabeza. Son especialmente traviesos y les gusta simular lloriqueos para asustar a la gente.

- Xanas: Las Xanas son unas hadas o ninfas nativas de Asturias y León que habitan en las aguas puras y cristalinas. Son muy bellas y las hay de piel clara o de piel oscura.

### Elementales de América
- Anchimallén: Son elementales del Fuego en la tradición mapuche de Chile. A los Anchimallén se les describe como pequeños seres que se transforman en esferas luminosas o centellas. Algunas veces adquieren una figura parecida a la de un bebé humano de pocos meses.

- Aluxes: En la tradición maya del sureste de México y ciertas zonas de Belice y Guatemala, los Aluxes son los equivalentes a los elfos o a los duendes europeos. Generalmente se dedican a robar niños, extraviar el ganado y hacer todo tipo de diabluras y travesuras.

- Apus: En Perú, Bolivia y parte de Chile, los Apus son elementales de Tierra dueños de las montañas o las montañas en sí mismas como seres vivientes. Se les ha tenido por divinidades y por santuarios naturales desde épocas preincaicas.

- Caipora, Caá Porá o Padremont: El Caipora es una criatura de la mitología Tupi-Guaraní del Brasil. Se lo representa como un niño de piel oscura y cabellera larga que tiene los pies hacia atrás. Se dice que viaja a lomo de un pecarí, que es muy pícaro y le gusta fumar cigarrillo. A veces se le describe con cabeza de zorro. Se le considera rey de los animales y de la selva, es vengativo con los cazadores que no respetan las reglas de la caza justa, borra las huellas de los animales para que no sean encontrados y hace que los cazadores se pierdan.

- Candileja o Bolefuego: En las tradiciones de los Llanos Orientales de Colombia, las Candilejas son bolas de fuego que flotan en el aire y persiguen a los humanos. Aunque no es seguro que se trate de elementales de Fuego, se les atribuye cierta inteligencia y violencia al perseguir a las personas que las maldicen o a quienes quieren talar los árboles en la selva.

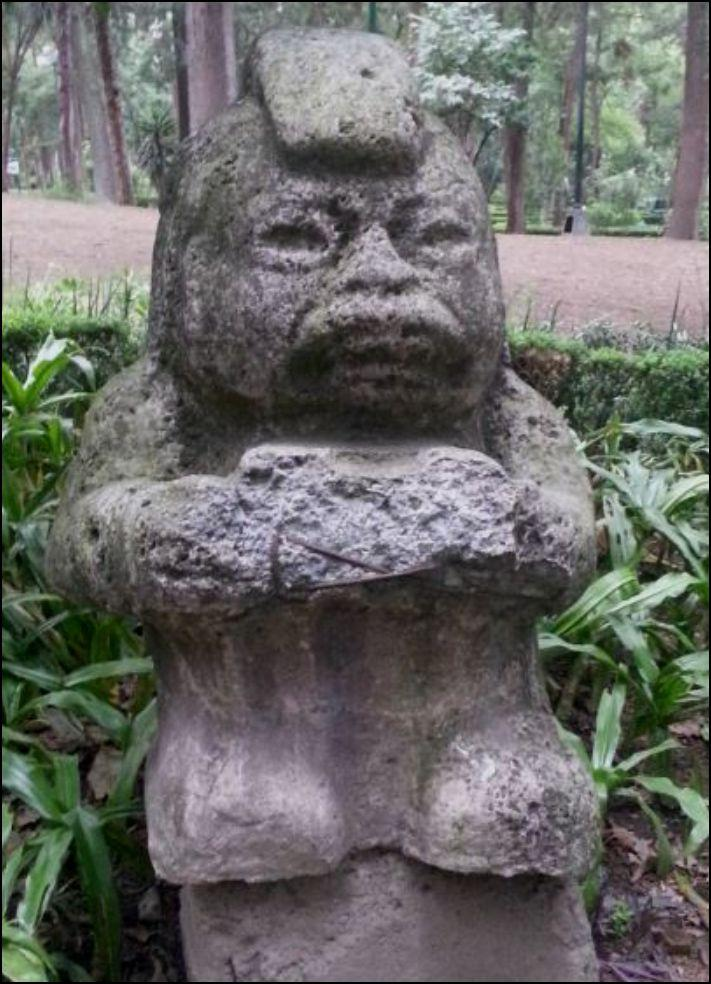
Estatua de un Chaneque conocido como «La Abuelita».

- Chaneques: En náhuatl, Chaneque significa «dueño de la casa», o también «el que habita en lugares peligrosos». Los Chaneques son criaturas de la mitología mexica. Sus funciones los hacen equivalentes a los gnomos germánicos y escandinavos, pues se dedican a cuidar los montes y los animales silvestres. Se cree que pueden tomar cualquier forma, incluyendo la humana, y que son muy mentirosos y traviesos.

- Cherufe: Elemental de Fuego que para los mapuches de Chile es una criatura gigantesca de roca ardiente o roca fundida que come gente. El Cherufe vive en los volcanes y lanza bolas de fuego para atacar y para defenderse.

- Chullachaqui o Shapishico: En las creencias de las selvas del Perú, los Chullachaqui son duendes o gnomos descritos como diablillos guardianes del bosque. Por lo general se muestran amables ante los caminantes solitarios que transitan por las selvas y bosques, pero en ocasiones pueden tornarse agresivos contra las personas que no les agradan. Se les describe con grandes sombreros, nariz prominente, orejas puntiagudas y ojos rojos.

- Chuzalongo, Chiro o Indio del Monte: El Chuzalongo es una criatura que habita las peñas de los Andes ecuatorianos. Se le describe como un niño de unos 6 años de cabellera larga y rubia, piel blanca y ojos claros, con los pies vueltos hacia atrás y un pene enorme que debe llevar al hombro. Tiene rasgos malignos y un apetito sexual desenfrenado; incluso puede llegar a matar a las personas. No resulta claro si se trata de un elemental o de otro tipo de criatura.

- Ciguapas o Ciguayas: Las Ciguapas son elementales de Agua de la mitología de República Dominicana, Cuba y parte de Centroamérica. Se les describe como ninfas que aparece en las corrientes de agua; tienen apariencia de mujeres indígenas y sus pies están vueltos hacia atrás. Embrujan y seducen a los hombres para perderlos. Se cree que en las noches de luna llena es posible capturarlas, aunque mueren al poco tiempo de haber sido atrapadas. Se les relaciona con los espíritus Maboya.

- Cipitío: El Cipitío es un personaje de leyenda de origen náhuatl en Nicaragua, Honduras, México, Guatemala y El Salvador. No es seguro que se trate de un elemental, pero se le describe con características similares a las de los duendes. Es pequeño, usa un gran sombrero, tiene el poder de teletransportarse y le divierte hacerles bromas pesadas a los humanos.

- Curupira: El Curupira es un ser al que se considera guardián de los montes en la mitología tupi, en la selva del Amazonas brasileño. Tiene los pies invertidos hacia atrás y su cabellera es de un rojo llameante. Tolera a los que cazan animales por necesidad, para alimentarse, pero se enfurece contra los que cazan por placer.

- Duendes del bacín: En las tradiciones de Costa Rica es muy popular la creencia en los Duendes del bacín, que hacen travesuras en las casas, protegen a las familias que les gustan pero también raptan niños y adultos. Se les describe con una altura de hasta 50 cm, vistiendo ropas estrafalarias de colores chillones y gorros rojos. Algunas versiones afirman que tienen patas de gallo que dejan huellas al revés. Cuando se encariñas con una familia, pueden hacer los oficios de la casa.

- Dueño del Monte o Viejo del Monte: En Costa Rica y otros países de Centroamérica, el Dueño del monte es descrito como un gigante fantasmal que vaga por los bosques y las montañas lanzando alaridos aterradores. Tiene un solo ojo, puede llamar y controlar a los animales y hacer que llueva o sople el viento con gran fuerza.

- Güije o Chichiricú: Los Güijes son una raza de duendes cubanos. Se les describe como negritos diminutos de facciones grotescas y ojos saltones que andan desnudos o cubiertos con juncos. Viven en ríos y charcas, les gustan las mujeres humanas y en las noches asustan a los viajeros.

- Hojarasquín del Monte: En las tradiciones campesinas colombianas se describe al Hojarasquín del Monte como un árbol-hombre o como una especie de hombrecillo completamente cubierto de follaje que protege la naturaleza y persigue a los que talan árboles de manera indiscriminada, pero que ayuda a las personas de buen corazón que por accidente se pierden en los bosques y las selvas.

- Hombre Caimán: En las tradiciones populares de la costa Caribe de Colombia, el Hombre Caimán es una criatura elemental de Agua, específicamente protector del río Magdalena. Se le describe con la mitad de arriba del cuerpo de humano y la mitad de abajo de caimán. Se cree que protege a los peces del río y se le atribuyen numerosos raptos de mujeres jóvenes.

- Kurupí: En la mitología guaraní, el Kurupí es una especie de duende maligno de aspecto grotesco y miembro viril descomunal. Busca mujeres vírgenes en la selva para abusarlas y luego devorarlas.

- Laftrache: En Chile, las tradiciones del pueblo mapuche hablan de los Laftrache, una raza de gnomos que provienen del Minchenmapu la «Tierra de los Espíritus del Desequilibrio». Actualmente habitan una región subterránea conocida como Laftrachemapu, la «Tierra de la Gente Pequeña».

- Madremontes o Madreselvas: En el folclor colombiano, las Madremontes son criaturas elementales de apariencia femenina y salvaje que andan por la floresta desnudas, cubiertas de juncos, musgos y hojas, y a las que se considera protectoras de los bosques y las selvas.

- Momoyes, Mamóes o Mumúes: Son duendes o gnomos nativos de la zona andina de Venezuela. Son descritos como hombrecillos de 40 cm de altura, vestidos a la manera indígena y con enormes sombreros. Habitan principalmente en lagunas y ríos. Defienden la naturaleza y les hacen travesuras y bromas pesadas a los humanos.

- Muqui o Anchanchos: En la mitología de los Andes del Perú, los Muqui son criaturas mineras muy similares a los gnomos o a los enanos. Se les describe como seres de unos 50 cm de altura, poderosos y huraños, de voz ronca y orejas puntiagudas, que pueden conceder riquezas si se hace un pacto con ellos. Les gustan las mujeres humanas, el licor y masticar hojas de coca.

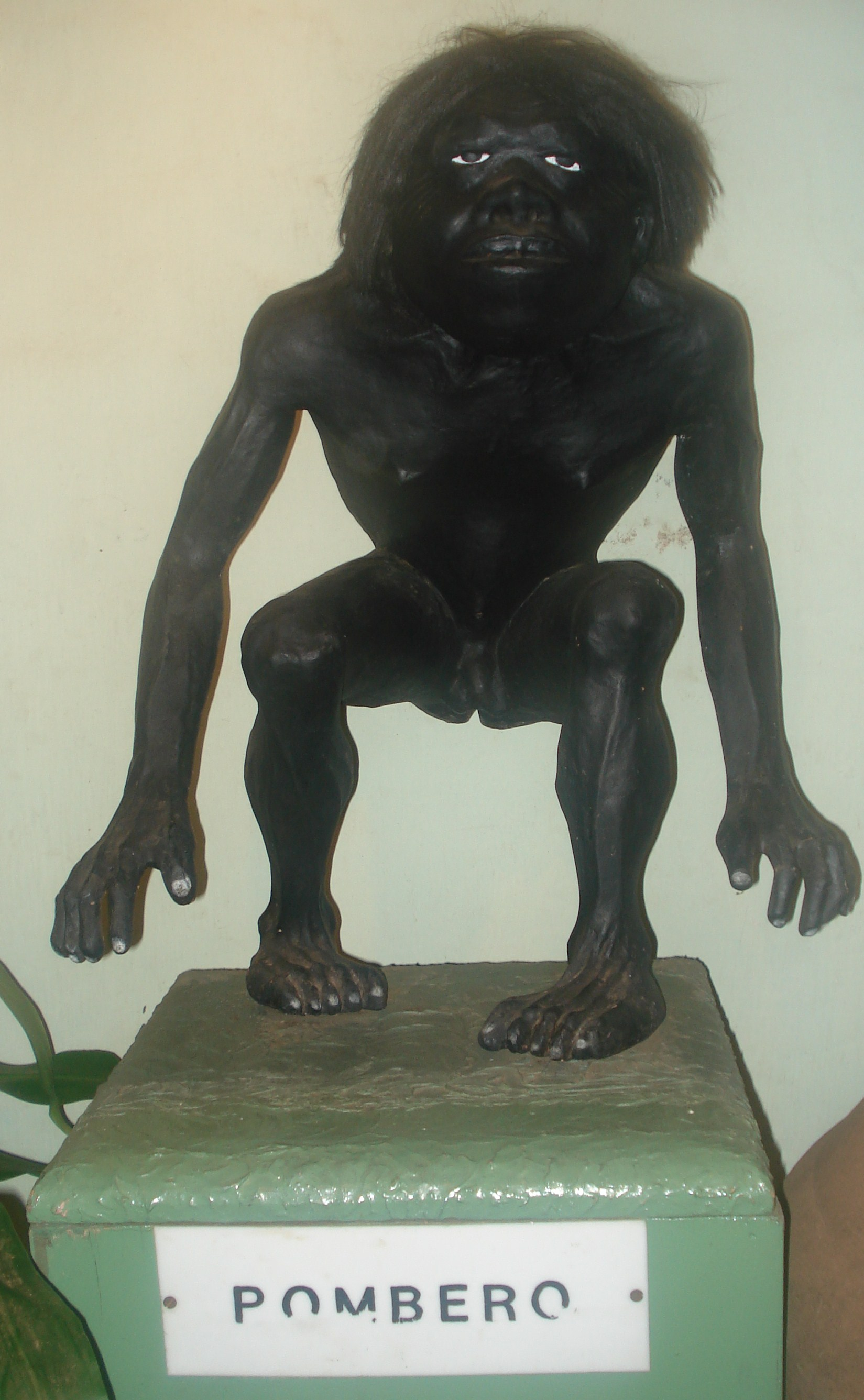
Estatua del pombero en el Museo Mitológico Ramón Elías en Capiatá, Paraguay.

- Pombero: El Pombero es una raza de duende guaraní presente en Paraguay, el noreste de Argentina y el sur de Brasil. Aquellos humanos que quieren ganar sus favores le dejan ofrendas de tabaco, aguardiente, miel o caña. Ayuda a cuidar los animales de granja, pero también puede hacer maldades si no se le dan las ofrendas que le gustan. Se le describe de baja estatura, de piel negra y pelo negro o blanco.

- Pukwudgie: En las tradiciones de los nativos norteamericanos, los Pukwudgie son una especie de duendes o gnomos de 4 a 5 pulgadas de altura. Aparecen y desaparecen a voluntad, usan magia, crean fuego y lanzan flechas envenenadas. Unas veces son benéficos y otras veces malvados.

- Sacháyoj : En Argentina se cree que el Sacháyoj (del quichua sachayuq, «Dueño del Bosque») es el dueño del monte de Santiago del Estero. Es descrito como un pequeño hombrecillo con barba larga y sombrero grande que lleva quirquinchos colgados del cinto. Es el protector de la selva, de los árboles y de los animales.[11]

- Sumpall: En la tradición mapuche de Chile, los Sumpall son criaturas elementales del elemento Agua. Tienen la mitad del cuerpo de pez, y la otra mitad de humano, aunque pueden cambiar su apariencia para parecer completamente humanos. Se muestran con apariencia tanto masculina como femenina. Cuidan ríos, mares y lagos, pueden raptar a los humanos con su consentimiento y también pueden adoptar la figura de ciertas aves.

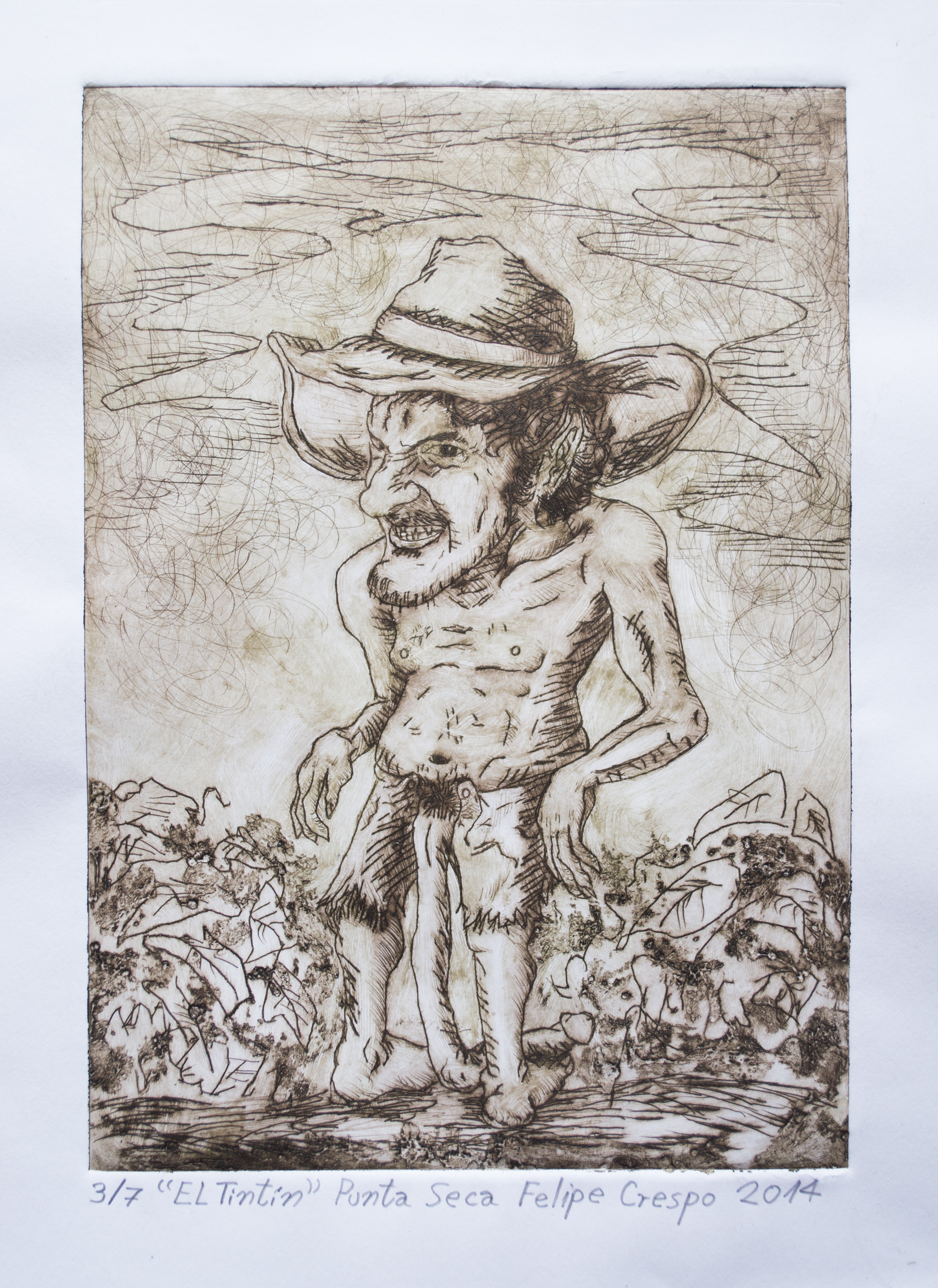
Ilustración de un Tin-Tin.

- Tin-Tin: En la Isla Puná de Ecuador, el Tin-Tin es descrito como un pequeño duende maligno que tiene el miembro viril excesivamente grande y que arrastra por el suelo. Usa un gran sombrero, emite lúgubres silbidos ululantes y persigue a las mujeres, especialmente a las velludas, para poseerlas sexualmente.

- Traucos: En la mitología chilota de Chile, el Trauco es una especie de ogro con características de íncubo. Mide hasta 80 cm, sus facciones son desagradables y no tiene pies, pues sus piernas terminan en muñones. Tiene una fuerza descomunal, se pasea con un bastón y un hacha mágica por los bosques, hechiza a las mujeres con la mirada y luego abusa de ellas para dejarlas embarazadas.

- Tunjos: En la cultura muisca de Colombia los Tunjos eran ofrendas con formas antropomorfas y de animales hechas en oro que se ofrecían a los dioses en las lagunas o bajo tierra. Posteriormente, en la tradición folclórica colombiana, los Tunjos han sido descritos como criaturas con forma de niños pequeños o bebés que engañan a los caminantes en el campo o que aparecen cerca de lagunas encantadas y cuyos cuerpos, por lo general, son de color dorado.

### Elementales de Asia
- Asuang: En la tradición popular del archipiélago filipino, los Asuang son una raza de duendes o pequeños demonios de costumbres nocturnas que pueden adoptar cualquier forma animal. Roban niños y extraen con sus lenguas los fetos a las mujeres embarazadas.

- Diwata o Engkanto: Los Diwata son espíritus del Sur de las islas Filipinas a los que se les considera guardianes de la naturaleza. Pueden presentarse con apariencia femenina o masculina. Se les describe como seres de gran belleza a los que se les hacen rituales y ofrendas.

- Dokkaebi: Son una especie de Duendes, Goblins o diablillos coreanos. A los Dokkaebi se les atribuyen grandes poderes y un carácter travieso. Se cree que se divierten haciéndoles bromas pesadas a los humanos.

- Kami: En Japón, los Kami son una gran variedad de espíritus, desde deidades personificadas hasta espíritus de la naturaleza que se asimilan a los elementales porque hay Kami de los árboles, los ríos, las montañas, etc., además de los vientos, los truenos, las tormentas, entre otras fuerzas naturales.

- Mogwai: En la mitología china tradicional, los Mogwai (cuyo nombre significa «espíritu maligno» o «demonio») son pequeños seres que se reproducen con el agua de lluvia. Tienen el cuerpo peludo, y pasada la medianoche se convierten en seres malignos.

- Tengu: Son criaturas de la tradición sintoísta japonesa, normalmente asociadas a los duendes. Se dice que los Tengu adoptan diversas formas, desde aves de rapiña hasta perros rabiosos o incluso la forma humana. Suelen ser de mal carácter, pero también hacen bromas pesadas a los humanos. La creencia afirma que muchos de los que entran en contacto con los Tengu terminan perdiendo la razón.

## Teorías

### Teóricos europeos

#### Paracelso

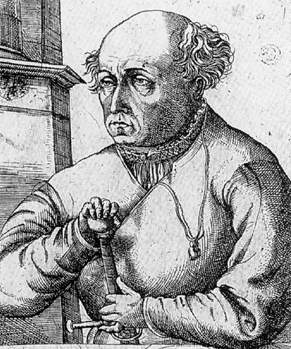
Paracelso.

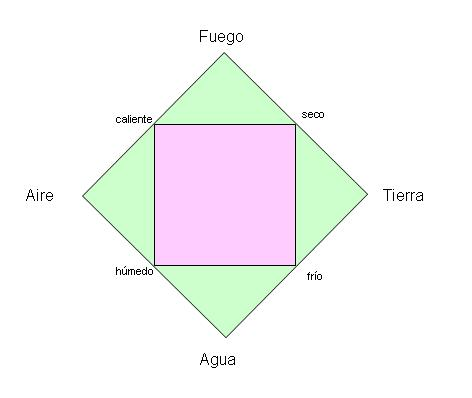
Los cuatro elementos de los griegos. Diagrama común con dos cuadrados, donde el más pequeño se sobrepone. Las esquinas del más grande muestran los elementos, y las esquinas del menor representan las propiedades.

En el siglo XVI, el alquimista y astrólogo suizo Paracelso fue probablemente el primero en sistematizar la información referente a los seres elementales, en su tratado titulado Liber de Nymphis, sylphis, pygmaeis et salamandris et de caeteris spiritibus (Tratado de los Ninfos, Silfos, Pigmeos, Salamandras y otros seres), publicado en 1566, después de su muerte. La clasificación de los seres arquetípicos de cada elemento, según Paracelso, es la siguiente:
- Ninfas y Ninfos: Seres del elemento Agua.
- Gnomos, Pigmeos o Duendes: Seres del elemento Tierra.
- Silfos y Sílfides: Seres del elemento Aire.
- Salamandras: Seres del elemento Fuego.

Paracelso incluía entre estos seres a los gigantes, y afirmaba que, aunque en general los elementales adquirían figura humana, eran de un origen completamente distinto al de los humanos y los animales. También afirmaba que los seres de un elemento no tienen ningún contacto ni vínculo con los de otro elemento. Decía que los nombres por los que se los conoce son una mera referencia arbitraria que muy poco debe importar, y él mismo proponía otra clasificación, que es la siguiente:
- Ondinas o Undinas: Seres del elemento Agua.
- Sylvestris (también conocidos como "hombres salvajes"): Seres del elemento Aire.
- Gnomos: Seres del elemento la Tierra.
- Vulcanos: Seres del elemento Fuego.

En la obra de Paracelso se encuentran numerosos elementos del folklore y el animismo propio de ciertas creencias de la antigüedad clásica.

#### Alexander Sethon
En el siglo XVI, el alquimista escocés Alexander Sethon estudió los diferentes elementos de la Creación, desde los pequeños seres de la naturaleza hasta el mismo Cielo, la composición de los astros y el fuego más puro donde habita Dios, en la luz inaccesible.
Según este autor, la realidad es doble: por una parte, está el plano de lo sensible y lo empíricamente cognoscible, y por otra parte está el plano de lo espiritual, imperceptible para los sentidos vulgares y corrientes del ser humano, pero que es accesible a aquellos con capacidades de clarividencia.
Para Sethon, los seres elementales ayudan a construir el mundo (por ejemplo, los gnomos forman y mantienen los minerales y las piedras preciosas al interior de la tierra), pero su apariencia física, asimilada como antropomorfa, es producto exclusivamente de la superstición popular, mientras que, en cambio, su verdadera apariencia es inexpresable, pues va mucho más allá de lo material.

#### Heinrich Cornelius Agrippa
Heinrich Cornelius Agrippa, en su De Occulta Philosophia (1531-33), también escribió sobre los elementales, pero no les dio nombres, sino que se refirió a ellos como «seres ardientes, acuosos, aéreos y terrestres».

#### Geoffrey Hodson

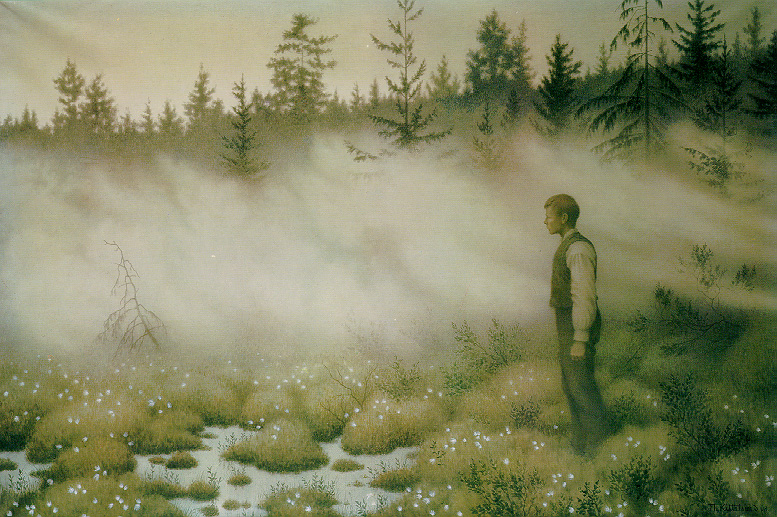
El hada que desapareció, obra de Theodor Kittelsen Huldra que representa la creencia tradicional acerca de la fugacidad de estos seres.

Geoffrey Hodson fue un ocultista, teósofo y místico inglés que vivió entre 1886 y 1983. En su libro El reino de los dioses estudia las jerarquías angélicas, y trata el tema de los elementales, o formas astrales y etéricas, a los que llama "dioses menores".  Según este autor, los elementales se encuentran en la escala inferior de la jerarquía angélica, y habitan en los cuatro elementos de la naturaleza.
Este autor afirma que los elementales usan dos cuerpos distintos. Uno es el cuerpo astral permanente, y la otra consiste en un aura esférica y multicolor que rodea la forma interior "feérica". En este sentido, las descripciones físicas sobre estos seres (alas, cuernos, atavíos, etc.) serían condensaciones que desde su dimensión hacen hasta la dimensión humana, mientras que las varas aparecerían de forma espontánea como símbolo de poder y autoridad.

### Teóricos norteamericanos

#### Edain McCoy
En 2004, la historiadora y experta en magia celta Edain McCoy estudió el tema de los elementales en su libro Guía de las hadas y otros seres fantásticos. Esta autora afirma que las hadas son seres con personalidad individual, sensibles, con emociones y derechos, y que habitan en un plano de existencia diferente al humano. También dice que algunas hadas pueden ser maliciosas y hasta peligrosas.

#### Scott Cunningham
En el siglo XX, el wiccano estadounidense Scott Cunningham afirmó que la magia con nudos se remonta a las hadas y los elfos, que por las noches acostumbran a hacer nudos en el cabello de la gente, en las crines de los caballos o en el pelo de muchos animales.

### Teóricos españoles

#### Benito Jerónimo Feijoo

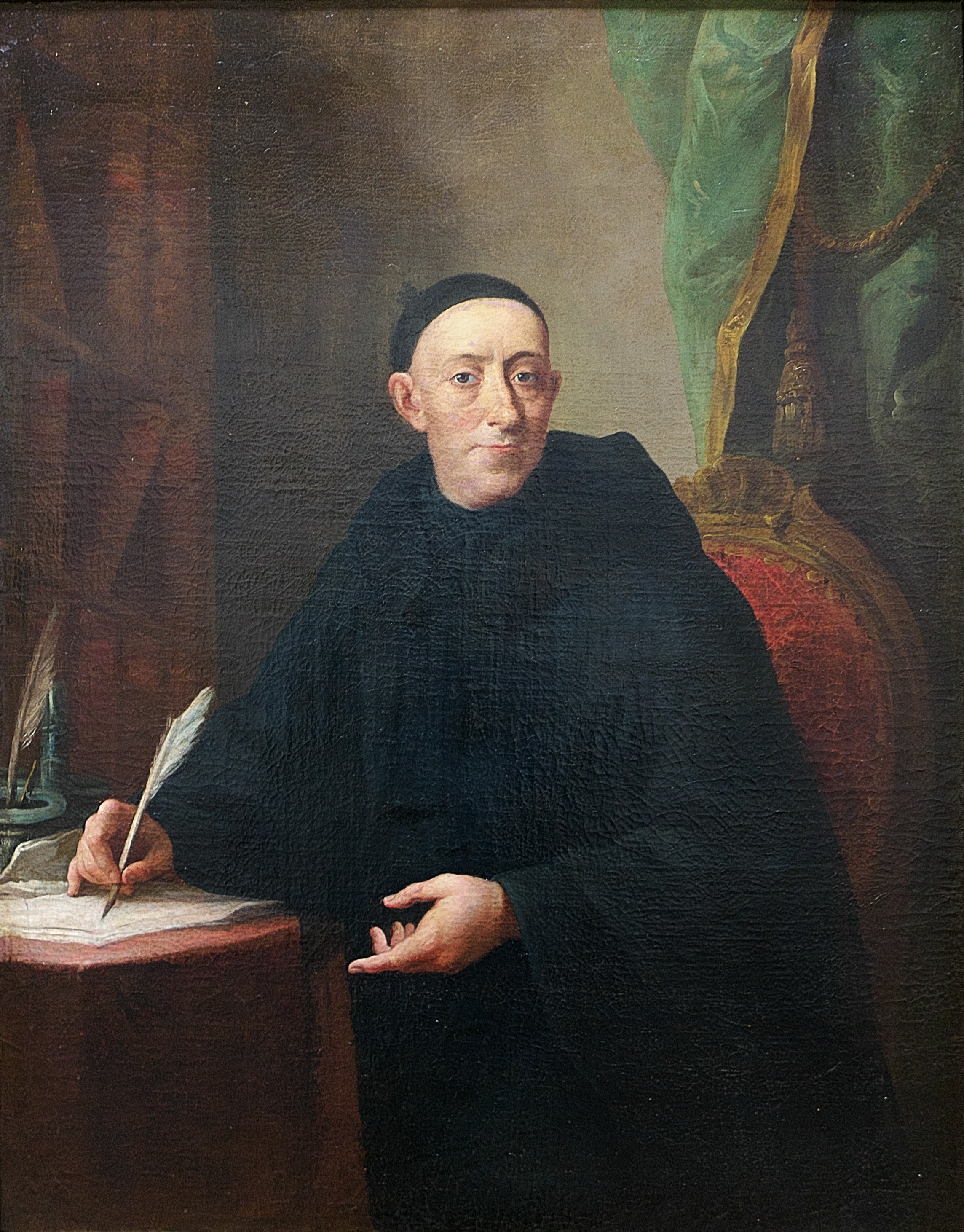
Benito Jerónimo Feijoo.

En el siglo XVIII, el ensayista y polígrafo español Benito Jerónimo Feijoo escribió un ensayo titulado «Duendes y Espíritus familiares», en su Teatro crítico universal, en el que, citando al padre Fuente la Peña, dice que los duendes no son ni ángeles, ni demonios ni almas en pena. Siguiendo al mismo autor, señala que los duendes serían cierta especie de animales aéreos engendrados por la putrefacción del aire y vapores corrompidos, aunque Feijoo no está de acuerdo con esa hipótesis.
Feijoo afirma que todos los testimonios recopilados sobre la existencia de estas criaturas, confirman que no se trata de seres malignos, como podrían ser los demonios, sino más bien pícaros y traviesos. Aunque este autor analiza el tema de los duendes de una manera racional, y concluye que no cree en su existencia, compara, no obstante, las historias que se cuentan sobre ellos con los genios llamados Lares, Larvas y Lémures por los antiguos romanos.

#### Jesús Callejo y Carlos Canales
Jesús Callejo y Carlos Canales son dos investigadores españoles que escribieron la Guía de seres mágicos de España, una trilogía compuesta por tres volúmenes: Duendes, Gnomos y Hadas. Esta obra se constituye en la primera gran compilación de testimonios e información sobre seres elementales de toda España, aunque ya antes se habían escrito libros que recopilaban informaciones de regiones aisladas del país.
Según Jesús Callejo, las Hadas son elementales asociadas principalmente a las flores de las plantas, mientras que los Gnomos estarían asociados a la tierra, por lo que permanecen escondidos en bosques profundos y cuevas. En cuanto a los Duendes, este autor afirma que son los más cercanos a los humanos, pues les gusta inmiscuirse en las casas y curiosear sobre la vida de las personas.

### Teóricos hispanoamericanos

#### Jorge Ángel Livraga Rizzi
Jorge Ángel Livraga es un filósofo, historiador y antropólogo argentino que ha estudiado el tema de los elementales. Para este autor, los elementales son formas de vida dentro de los elementos y cuyos cuerpos no están estrictamente en el plano físico, por lo que resulta muy difícil describir su apariencia. Sin embargo, en algunas ocasiones pueden manifestarse de alguna manera en el plano físico, y en esos casos adoptan formas similares a las conocidas por el ser humano, siendo esas formas aquellas con las que se les ha descrito a la largo de la historia.
Este autor coincide con la mayoría de teóricos al decir que los elementales son anteriores a la aparición del ser humano en la Tierra. Afirma que los elementales son habitantes, guardianes y consubstanciales de los elementos.

#### Liliana Chelli
Liliana Chelli es una elficóloga argentina especializada en el estudio de los duendes, por lo que es más conocida como duendóloga. Para esta investigadora, los gnomos son seres mucho más viejos que los duendes, y pocas veces se dejan percibir por los humanos, pues prefieren vivir en entornos alejados de la civilización humana como cuevas y montañas. En cambio, los duendes, según Chelli, son más jóvenes y permanecen activos en las casas, en compañía de las personas.

#### Cristina Cortés de Herwig

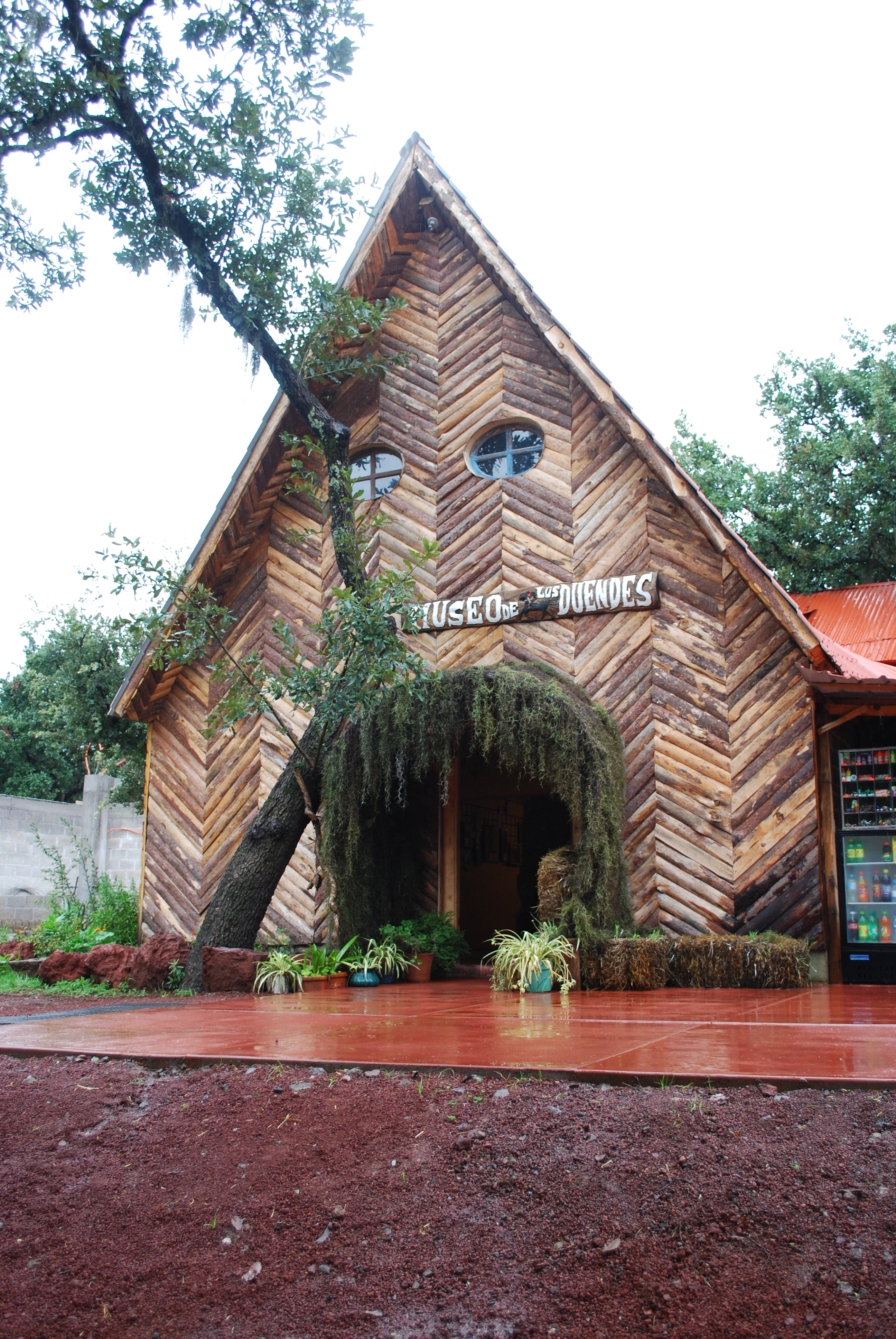
Museo de los Duendes en Huasca de Ocampo, México.

Cristina Cortés de Herwig es una elficóloga y duendóloga mexicana especializada en el fenómeno conocido como “columpios” o trenzas que los duendes hacen en las crines de los caballos. Es directora del Museo de los Duendes, ubicado en la ciudad mexicana de Huasca de Ocampo, en el Estado de Hidalgo. Es autora del libro Duendes... Con las crines en la mano.

## Hipótesis sobre su origen
Según algunas tradiciones, se cree que la apariencia humana con la que se describe a muchos elementales, incluso con atuendos y vestidos, es solo una ilusión creada para que puedan ser identificados. La creencia más generalizada indica que son anteriores a la aparición del hombre en el planeta. En círculos esotéricos se dice que cuando el planeta era solo una masa incandescente y sin vida, los elementales estaban presentes planeando la construcción y la vida futura, ayudando a los Espíritus Superiores, Arquitectos Cósmicos, y de este modo eran los encargados de coparticipar en la obra del creador.
Las salamandras –elementales del fuego- cuidaban la masa de gases radioactivos presentes en el planeta y de la materia incandescente que debía ir sedimentándose y enfriándose de a poco, para que el planeta en formación pudiera ser habitable.
Los silfos, elementales del aire, cuidaban de la evolución de esos gases tóxicos, para lograr el equilibrio químico y la evolución de los violentos vientos y tormentas nucleares que azotaban al planeta en formación, allá en los comienzos de la historia cósmica.
Los Espíritus Superiores o Arquitectos Cósmicos ya tenían planeado todo tipo de vida que surgiría en la tierra, siguiendo las orientaciones del Creador. Estaba todo programado en la Mente Divina. Sólo hacía faltaba que se estableciera el orden, para que esos espíritus de la naturaleza o elementales pudieran, finalmente, empezar el proceso de evolución y vida sobre el planeta tierra, como colaboradores inmediatos de los arquitectos celestiales.
Cuando los gases se hicieron líquidos y cayeron sobre el planeta en forma de gotas de agua, lluvias y tormentas violentas que inundaron casi toda su superficie, aparecieron los elementales del agua: Sirenas, Ninfas y Nereidas, por las explosiones nucleares, quitándoles las materias densas y pesadas que aún había en suspensión.
En el Universo existen, entre otros Jefes Espirituales, espíritus guardianes, orientadores, protectores, y organizadores de toda la creación. Los elementales, sus colaboradores, fueron, por lo tanto, anteriores a la aparición del hombre sobre la tierra y los encargados de armonizar las condiciones básicas para la aparición de la vida en sus varios reinos.
Cuando el planeta comenzó a enfriarse y a estabilizarse, ya estaban presentes los elementales de la tierra: Gnomos, Duendes y Hadas, a fin de armar los elementos de su nivel, o sea, los primeros esbozos de arbustos y piedras. Estaban dando origen a todo lo que germinaría después, con el trabajo de millones de años.
Es curioso observar que desde la antigüedad más remota, los elementales fueron representados de manera casi idéntica por los pueblos más diferentes, por ejemplo, los sumerios, los caldeos, los egipcios, los chinos, los pueblos indígenas de África, Polinesia y América. Los dibujos que se encontraron los muestran de manera casi idéntica, no importa cuan lejos estuvieran esos pueblos unos de otros. Esto nos lleva a pensar que los elementales siempre se comunicaron con los seres humanos, manteniendo un patrón energético que permitiera verlos e identificarlos. Estaban presentes en casi todos los ritos sagrados, especialmente en aquellos en que se pedía la protección celestial para las cosechas y las siembras.

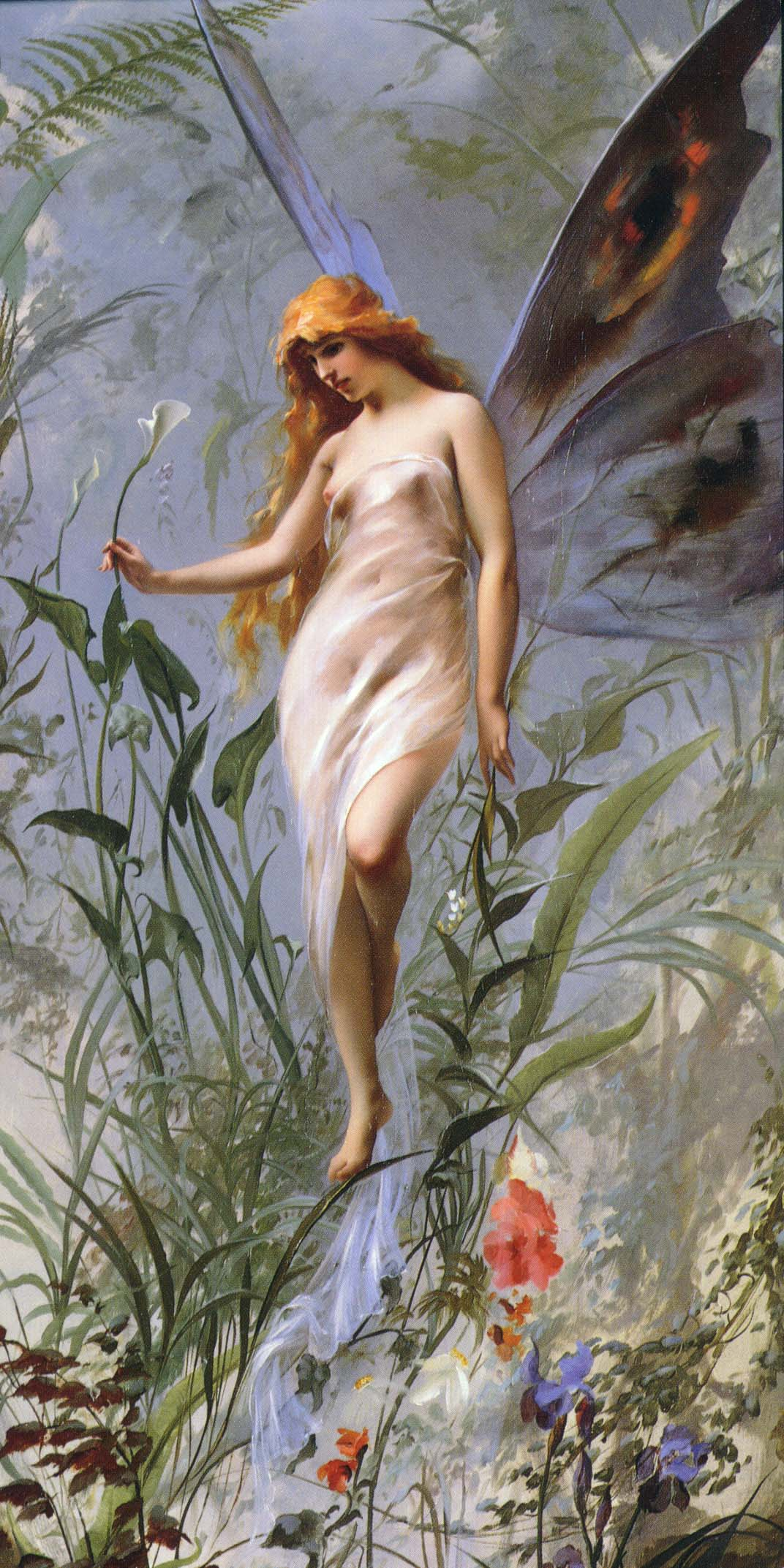
El hada del lirio, obra de Luis Ricardo Falero (1888).

Se los representa como a dioses mitológicos y eran objeto de privilegios, por parte de los sacerdotes y del mismo pueblo. No sólo se los invocaba para que protegiesen las siembras sino también para que aquietasen las aguas, apagasen incendios y contuvieran tempestades. O sea, protección de los cuatro elementos. Aparecen sus figuras, casi idénticas, tanto en la Europa central del siglo XV como en la India milenaria y mágica, 2000 años antes de Cristo.
Los elementales eran amados y temidos al mismo tiempo, ya que tanto beneficiaban como perjudicaban. Fueron siempre considerados seres duales. Ellos tienen un tipo de vibración muy rápida y eléctrica, que les permite trasladarse de un lugar a otro a la velocidad de la luz.
Se los considera espíritus juguetones, animados, traviesos, sin mucha responsabilidad y arduos trabajadores de la naturaleza. No tienen un concepto muy claro del bien y del mal y por eso pueden ser manipulados para los trabajos de magia negra. Tal vez, su nivel de conciencia se parezca a la de un niño que aún no sabe distinguir entre acertado y errado.
El hecho de no tener un nivel de madurez espiritual suficientemente desarrollado para diferenciar el bien y el mal, los hace semejantes a criaturas traviesas, inconscientes e inocentes, como la propia imagen física con la cual se presentan ante los hombres. Si por su falta de conciencia madura, alguna vez fueron usados para practicar el mal, pagaron muy caro esta acción porque retrocedieron en su camino espiritual de evolución.

## Elementales en la cultura popular
En las artes y la cultura popular, los elementales han tenido una notable presencia.

### Literatura
- Sueño de una noche de verano: Es una comedia de William Shakespeare escrita alrededor de 1595 que cuenta, entre otras cosas, las aventuras de Titania, la reina de las hadas, Oberón, rey de las hadas, y Puck, servidor de Oberón.

### Música
- The Fairy Queen: (La Reina de las Hadas) Es una semiópera de 1692 con música del compositor británico Henry Purcell y libreto en inglés anónimo, adaptación de la comedia de William Shakespeare Sueño de una noche de verano.

### Cine
- Legend (1985)
- Willow (1988)
- La leyenda mágica de los Leprechauns (1999)
- Merlín (1999)
- Maléfica (2014)
- Spider-Man: Lejos de casa (2019)